# Grandiphyllum schunkeanum
Grandiphyllum schunkeanum är en orkidéart som först beskrevs av Marcos Antonio Campacci och Eduardo Luis Martins Catharino, och fick sitt nu gällande namn av Marcos Antonio Campacci. Grandiphyllum schunkeanum ingår i släktet Grandiphyllum och familjen orkidéer. Inga underarter finns listade i Catalogue of Life.